# Рохелио Пинейро
Рохелио Пинейро (на английски: Rogelio Pineiro) е американски писател на произведения в жанра технически и военен трилър. Пише под псевдонима Р. Дж. Пинейро (на английски: R J Pineiro).

## Биография и творчество
Рохелио Джизъс Пинейро е роден на 17 април 1961 г. в Хавана, Куба, в семейството на Рохелио А. и Дора Р. Пинейро. Заради политическато обстановка в Куба израства в Ел Салвадор. Когато е на 16 години семейството му се преселва в САЩ, първо във Флорида, после в Луизиана. Учи в колежа на Университета на Луизиана и завършва през 1983 г. с бакалавърска степен. На 15 октомври 1983 г. се жени за Лори Мари Ан, с която имат дъщеря – Камерън.
След дипломирането си работи като компютърен инженер по най-съвременните микропроцесори на „Advanced Micro Devices“ (AMD) в Остин, Тексас – в периода 1983 – 1996 г. е ръководител на екип за разработка, в периода 1996 – 2000 г. е директор на отдел за инженерни разработки, в периода 2000 – 2006 г. е старши директор на производството за инженерни разработки, в периода 2006 – 2008 г. е вицепрезидент за производството на фирмата и оптимизацията му в Сингапур и Суджоу, Китай, в периода 2008 – 2011 г. е ръководител на програмата за нови разработки, а от 2011 г. напуска активната дейност и е технически съветник към фирмата за разработки и иновации.
Още като студент решава да пише и посещава специализирани курсове. Продължава да пише трилъри едновременно с работата си във фирмата. Първият му трилър „Обсадата на Лайтнинг“ е издаден през 1993 г.
Рохелио Пинейро живее със семейството си в Остин и Марбъл Фолс, Тексас.

## Произведения

### Самостоятелни романи
- Siege of Lightning (1993)
Обсадата на Лайтнинг, изд. „Репортер“ (1993), прев. Желяз Янков
- Ultimatum (1994)
- Retribution (1995)
Възмездие, изд. „Атика“ (1996), прев. Рени Димитрова
- Exposure (1996)
- Breakthrough (1997)
Изменникът, изд. „Атика“ (1999), прев. Елисавета Маринкева
- 01-01-00 (1999)
01.01.00. Знакът на хилядолетието, изд.: ИК „Бард“, София (1999), прев. Крум Бъчваров
- Y2K (1999)
- Shutdown (2000)
- Conspiracy.com (2001)
- Firewall (2002) – издаден и като „Firew@ll“
Разделяй и владей, изд.: ИК „Бард“, София (2003), прев. Юлия Чернева
- Cyberterror (2002)
- Chaos (2002) – с Карин Медъкъс, издаден и като „Ch@os“
- Panik (2003) – издаден и като „P@nik“
- Deadline (2004) – издаден и като „De@dline“
- Havoc (2005)
- Spyware (2007)
- The Eagle and the Cross (2008)
- Meltdown: The Global Climate Thriller (2009)
- Beyond The Crooked Mile (2010)
- The Fall (2015)
- Ashes of Victory (2018) – с Джо Уебър
- Avenue of Regrets (2018)
- Chilling Effect (2019)

### Серия „Хънтър Старк“ (Hunter Stark) – с полковник Дейвид Хънт
1. Without Mercy (2017)
2. Without Fear (2018)
3. Without Regret (2020)

### Серия „Законът на Пачеко“ (Law Pacheco)
1. Highest Law (2020)
2. Things We Cannot Unsee (2021)

### Сборници
- Combat (2001) – с Лари Бонд, Дейл Браун, Стивън Кунц, Дейвид Хагберг и др.
- First to Fight II (2001) – със Стивън Кунц, Джеймс Коб, Хари Търтълдов и др.
- Victory (2003) – със Стивън Кунц, Ралф Питърс, Харолд Койл, Харолд Робинс, Давид Хагберг, Джим Дифелис, Джеймс Коб, Барет Тилман, и Дийн Инг
- Crash Dive (2003) – с Джим Дифелис, Джеймс Коб, Бренан Дюбойс, и др.

### Документалистика
- First, Fire The Consultants! (2020) - с Робърт Х. Уилсън